# Александер Венцель (1967)
Александер Венцель (словац. Alexander Vencel; 2 березня 1967, Братислава) — чехословацький і словацький футболіст, воротар.

## Кар'єра

### Клубна
Александер Венцель розпочинав кар'єру гравця у братиславському «Словані» у сезоні 1987/88. За «Слован» голкіпер виступав до 1994 року з перервою на військову службу, коли він захищав кольори хебського «Уніона». У складі братиславського клубу воротар ставав чемпіоном Чехословаччини у 1992 році та Словаччини у 1994. У 1994 році він також виграв Кубок Словаччини.
Того ж року Венцель перейшов у французький «Страсбур». Дебютував у французькій Лізі 1 29 липня 1994 року в домашній грі проти «Осера» (1:1) і в першому ж сезоні вийшов з командою у фінал кубка Франції, де зіграв проти «Парі Сен-Жермен», втім його команда поступилась з рахунком 0:1. Того ж року Александер допоміг команді стати співпереможцем Кубка Інтертото 1995 року. За два роки словак вигравав з клубом Кубок ліги, і цього разу у фінальній грі проти «Бордо» (0:0, 6:5 пен.) був основним воротарем.
У 2000 році Венцель став гравцем «Гавра» з другого дивізіону країни. У 2002 році він разом з ним вийшов у Лігу 1, але після року гри у вищому дивізіоні клуб вилетів назад до Ліги 2, де Венцель провів ще два сезони як основний воротар і завершив кар'єру у 2005 році.

### Міжнародна
25 вересня 1991 року Венцель дебютував у збірній Чехословаччини в товариському матчі зі збірною Норвегії (3:2), замінивши на 82 хвилині Петра Коубу. 27 травня наступного року голкіпер зіграв один тайм у товариському матчі з Польщею (0:1). Цей матч став останнім для Венцеля у складі чехословацької команди.

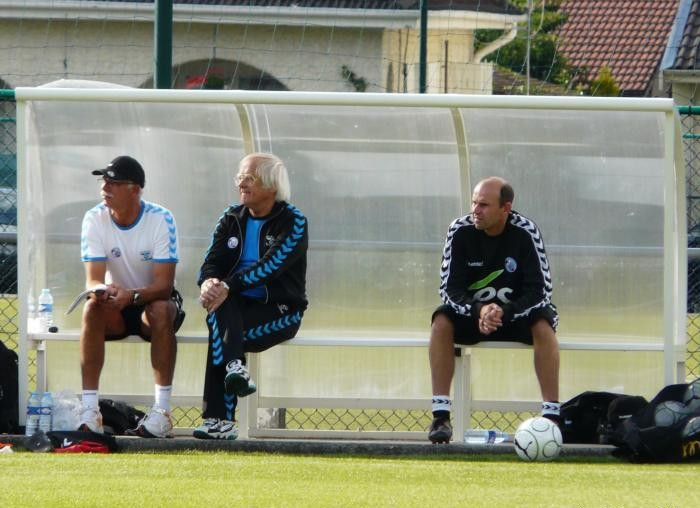
Александер Венцель (праворуч) у тренерському штабі «Страсбура». 2009 рік.

Після розпаду Чехословаччини Венцель почав грати за збірну Словаччини. Дебютував 2 лютого 1994 року в товариському матчі проти збірної ОАЕ (1:0). Це була перша офіційна гра збірної Словаччини після розпаду Чехословаччини. Загалом до 1998 року провів за словацьку збірну 19 матчів.

### Тренерська
У 2005 році він почав працювати асистентом та тренером воротарів юнацької (U-19) команди «Гавра», а з 2006 по 2010 рік був тренером воротарів першої команди «Страсбура».
У період з 2011 по 2017 рік він працював консультантом програми FIFA Goalkeeping і відповідав за підготовку навчального матеріалу (книга та 6 DVD). За цей період він провів 64 навчальні семінари для тренерів та інструкторів по всьому світу.
З 2017 року став інструктором воротарів УЄФА і є автором 5 книг та 4 DVD-дисків для підготовки воротарів. Він також створив мобільний додаток Goalkeeper Training для Android та IOS.
З 2018 по 2021 рік був тренером воротарів збірної Йорданії у штабі бельгійця Вітала Боркелманса.

## Досягнення
«Слован» (Братислава)
- Чемпіон Чехословаччини (1): 1991/92
- Чемпіон Словаччини (1): 1993/94
- Володар кубка Словаччини (1): 1993/94
- Фіналіст кубка Чехословаччини (1): 1989/90

«Страсбур»
- Фіналіст кубка Франції (1): 1994/95
- Володар кубка французької ліги (1): 1996/97

## Особисте життя
Батько голкіпера — Александер Венцель-старший також колишній воротар, який зіграв у 1965—1977 роках 25 матчів за збірну Чехословаччини і став чемпіоном Європи 1976 року.
Одружений, у нього троє дітей (дочки Катаріна та Міхаела та син Алекс).